# Nick Pearce
Nick Pearce (* 25. Januar 1967) ist ein ehemaliger englischer Snookerspieler aus Gloucester, der zwischen 1992 und 2003 Profispieler war. Nach seiner Karriere betätigte er sich unter anderem auch als Model.

## Karriere
Pearce wuchs in Gloucester in einer snooker-begeisterten Familie auf; sowohl sein Großvater als auch sein Vater waren regional als gute Snookerspieler bekannt. Seine Familie besaß mit dem Westgate Snooker Club eine der führenden Snookerhallen jener Region. Mit 16 verließ er die Schule, um sich aufs Snooker zu konzentrieren. Anschließend reiste er regelmäßig durch das ganze Land, um an Amateurturnieren teilzunehmen. 1983 wurde Pearce britischer Vize-Meister der U16; er verlor im Endspiel gegen Stephen Hendry. Nach einigen einzelnen Teilnahmen an überregional wichtigen Amateurturnieren erreichte er 1990 das Achtelfinale der Qualifikation der English Amateur Championship. Ein Jahr später stand er im Viertelfinale der Pontins Autumn Open. Bis zu diesem Zeitpunkt hatte er über 20 englische Amateurturniere gewonnen. Schließlich wurde er 1992 Profispieler. Seine ersten drei Profispielzeiten waren geprägt von Qualifikationsniederlagen. So dauerte es bis zur Saison 1995/96, bis Pearce seinen Durchbruch hatte: Nachdem er zu Saisonbeginn bereits beim Thailand Classic bis in die Runde der letzten 48 gekommen war, überraschte er bei den International Open mit einem Einzug ins Halbfinale. Dort führte er gegen Rod Lawler bereits mit 5:4, verlor dann aber doch noch mit 5:6. Bislang auf der Weltrangliste in den 200ern geführt, sprang er durch diesen Erfolg auf Rang 95.
Danach konnte Pearce regelmäßig Hauptrunden erreichen. So stand er bei den British Open 1997 und den Scottish Open 1999 in der Runde der letzten 32 und beim Grand Prix 1996 im Achtelfinale. Zusätzlich schied er bei der Snookerweltmeisterschaft 1998 und auch bei der Snookerweltmeisterschaft 1999 erst in der finalen Qualifikationsrunde aus. Auf der Weltrangliste war er in dieser Zeit in den Top 60 platziert. Zeitweise auf Rang 56 geführt, stand er Mitte 1999 auf Platz 66. Danach verschlechterten sich seine Ergebnisse. Bei den British Open 1999 stand er letztmals in der Hauptrunde eines Ranglistenturnieres, danach schied er stets in der Qualifikation aus. Dennoch konnte er sich noch bis in die Saison 2002/03 hinein in den Top 100 halten. Erst Mitte 2003 rutschte er auf Platz 113, was das Ende seiner Profikarriere bedeutete. Offiziell nahm er noch an der Challenge Tour 2003/04 teil, doch er bestritt nur ein einziges Spiel. Danach beendete er jegliche Ambitionen hinsichtlich der Profitour. Hauptsächlich lag diese Verschlechterung der Form an einer Rückenverletzung.
Danach blieb Pearce aber im Snooker aktiv und übernahm zunächst den Westgate Snooker Club, bis dieser 2008 während der Großen Rezession pleiteging. Daneben konzentrierte er sich auf seine Familie: Pearce ist verheiratet und Vater dreier Kinder. Nach der Insolvenz seines Clubs verdiente er sein Geld als ein sogenannter teaching assistant an einer Schule in Cheltenham, also als eine Sonder-Lehrkraft spezialisiert für die Betreuung von Kindern mit Mehrfachbehinderung und/oder gravierenden Lernschwächen. In den 2010ern baute er sich zudem ein zweites Standbein als Model auf, zum Beispiel für Werbeshootings. Pearce arbeitete für verschiedene internationale Modelagenturen. Bereits während seiner Profikarriere hatte er sich mit kleineren Aufträgen als Model ein Zubrot verdient. Unter anderem war er so auf einem Cover eines Buches von Alan Sillitoe zu sehen. Zusätzlich betätigte er sich als Schauspieler in kleinen Nebenrollen. So trat er 2018 in Doctor Who auf, 2019 in Cold Feet.
Anfang der 2010er-Jahre meldete sich Pearce für mehrere Events der Players Tour Championship an, bestritt die Spiele aber letztlich nicht. Wenig später nahm er an der World Seniors Championship 2013 teil, schied aber bereits in der Qualifikation aus.

## Erfolge
| Ausgang         | Jahr | Turnier                     | Finalgegner    | Ergebnis |
| --------------- | ---- | --------------------------- | -------------- | -------- |
| Amateurturniere |      |                             |                |          |
| Zweiter         | 1983 | Britische U16-Meisterschaft | Stephen Hendry | 0:3      |